# 젊은 날의 초상 (드라마)
《젊은 날의 초상》은 MBC에서 1986년 12월 1일부터 11월 3일까지 방영된 창사 25주년 특집 드라마이다.

## 줄거리
60년대 말의 시대 배경으로, 한 젊은이가 생의 진정한 의미와 가치를 찾기 위해 방황하면서 겪는 갖가지 체험을 통해 젊음의 참 의미와 이상을 부각시킨 이야기이다.

## 등장인물
- 손창민 - 이영훈 역

1부 하구 편
- 황신혜
- 김혜자
- 강남길

2부 우리 기쁜 젊은날 편
- 정성모
- 박규채
- 정혜선
- 김용건

3부 그해 겨울 편
- 최불암
- 김상순
- 김혜옥
- 임정하

## 트라비아
연출자 김한영 PD가 본인(김한영)의 대학 동창인 이문열 소설가의 소설을 드라마했는데 방영 후 작품 해석을 놓고 연출자 김한영 PD가 이문열 작가와 한 차례 말씨름을 벌이기도 했다.